# Шестеров, Олег Викторович
Олег Викторович Шестеров (род. 11 апреля 1961 года) — советский и российский игрок в хоккей с мячом, защитник.

## Карьера
Олег Шестеров — воспитанник горьковского хоккея с мячом, первый тренер — А.П. Никишин. Начал играть в хоккей с мячом в 1972 году в детской команде «Спутник», с 1974 года — в детских командах «Нижегородца».
С 1978 по 2002 год за нижегородский «Старт» провел 526 матчей, забил 8 мячей. Рекордсмен клуба по количеству сыгранных матчей.
С 2002 по 2006 год играл в «Локомотиве» (Оренбург), провёл 91 игру.
Также выступал за команду «Инструментальщик» (Павлово).
Привлекался в состав сборной СССР, участник Международного турнира на призы Правительства России в составе второй сборной России.

## Достижения
- Серебряный призёр чемпионата СССР — 1980.
- Серебряный призёр чемпионата России — 1995.
- Бронзовый призёр чемпионата России — 1996, 1998, 2000.
- Обладатель Кубка СССР — 1983.
- Финалист Кубка СССР — 1986.
- Финалист Кубка России — 1998.
- Бронзовый призёр чемпионата России по мини-хоккею — 2005.
- Серебряный призёр Спартакиады народов РСФСР — 1978.
- Чемпион СССР среди юниоров — 1979.
- Чемпион СССР среди юношей — 1978.
- Чемпион мира среди юниоров — 1980.
- Включался в список 22 лучших игроков сезона — 1984, 1985, 1986.